# Durbin Feeling
Durbin Feeling (Ꮻꮅ Ꮪꭵꭲꮕ; tr. Wili Duvinv; 2 de abril de 1946-19 de agosto de 2020) fue un lingüista de la Nación Cheroqui que escribió el principal diccionario cheroqui-inglés en 1975. Se le considera como el mayor contribuidor moderno a la preservación de la lengua cheroqui, que se encuentra en peligro de desaparición.

## Primeros años
Feeling nació el 2 de abril de 1946, hijo de Jeff y Elizabeth Feeling, en la comunidad de Little Rock, al este de Locust Grove (Oklahoma). El cheroqui fue su primera lengua; aprendió inglés cuando cursaba el primer grado. Comenzó a leer en el silabario cheroqui con 12 años de edad.
Feeling se graduó de la Escuela India Chilocco (un internado para indígenas) en 1964 y obtuvo un grado de asociado (estudios superiores de dos años) del Bacone College en 1966. Fue reclutado en el Ejército en 1967 y sirvió como artillero durante la guerra de Vietnam. Durante su estancia en Vietnam, comenzó a escribirse con su madre en silabario. Fue condecorado con un Corazón Púrpura y dado de baja con honores en 1970.

## Trayectoria
Durbin comenzó su labor lingüística tras su regreso de Vietnam. En 1975, Feeling coescribió el primer diccionario bilingüe cheroqui-inglés. Esta obra sigue siendo la «publicación estándar de referencia lingüística para el cheroqui».
Feeling obtuvo un grado de licenciatura en Periodismo de la Universidad Estatal del Nordeste en 1979 y uno de maestría en Ciencias Sociales de la Universidad de California, campus Irvine en 1992.
Feeling enseñó cheroqui en universidades tales como la Universidad de Oklahoma, la Universidad de Tulsa y la Universidad de California. Fue autor o colaborador de numerosos libros y artículos de investigación sobre el cheroqui. Sus materiales para aprendices siguen utilizándose ampliamente, y muchos profesores de lengua cheroqui han aprendido directamente de Feeling.
Feeling trabajó para la Nación Cheroqui desde 1976 hasta 2020, incluido en su departamento de traducción y tecnología. Durante la década de 1980, añadió el silabario cheroqui a un procesador de texto. Contribuyó asimismo a su adición al estándar Unicode, lo que permite su disponibilidad amplia en computadores y teléfonos inteligentes.

## Vida personal y muerte
Feeling era un ministro laico bautista.
Murió el 19 de agosto de 2020.

## Influencia y legado
Por sus contribuciones a la conservación de la lengua y la cultura cheroquis, la Nación Cheroqui nombró a Feeling fue nombrado Tesoro Nacional. Asimismo, recibió un doctorado honoris causa de la Universidad Estatal de Ohio. El jefe principal de la Nación Cheroqui Chuck Hoskin, Jr. ha descrito a Feeling como un «Sequoyah moderno» (en referencia al creador del silabario cheroqui) y declaró que «todo lo que hacemos en pro de la revitalización del idioma se lo debemos a Durbin». En 2019, la Nación Cheroqui escogió a Feeling como primer signatario del Padrón de Hablantes de Cheroqui.
El centro de aprendizaje del idioma de la Nación Cheroqui lleva el apellido de Feeling en su honor, en adición a un proyecto legislativo de 2022 para la protección de las lenguas indígenas (el Durbin Feeling Native American Languages Act).
El Museo Sam Noble alberga la Colección Durbin Feeling, que contiene su amplia serie de materiales lingüísticos, incluidas las cartas que escribió y recibió en esta lengua para comunicarse con miembros de su familia.

## Obras selectas
- Feeling, Durbin. Cherokee–English Dictionary. Tahlequah: Cherokee Nation, 1975.
- Feeling, Durbin. A structured approach to learning the basic inflections of the Cherokee verb. Neff Publishing Company, 1994.
- Tuyl, Charles D. Van; Durbin Feeling (1994). An Outline of Basic Verb Inflections of Oklahoma Cherokee. Indian University Press. ISBN 978-0-940392-07-6.
- Pulte, William, y Durbin Feeling. Morphology in Cherokee Lexicography. Making dictionaries: Preserving indigenous languages of the Americas (2002): 60.
- Feeling, Durbin, ed. See-say-write: Method of Teaching the Cherokee Language. Cherokee Nation, Indian Adult Education, 2002.
- Feeling, Durbin, et al. A handbook of the Cherokee verb: a preliminary study. Tahlequah, Okla.: Cherokee Heritage Center (2003).
- Feeling, Durbin, et al. Why revisit published data of an endangered language with native speakers? An illustration from Cherokee. Language Documentation & Conservation 4 (2010): 1-21.
- Feeling, Durbin; Christiansen, Lisa Christine (2015). Cherokee Hymn Book. Penguin International Publishing. ISBN 978-0-692-47367-2.
- Herrick, Dylan, Marcellino Berardo, Durbin Feeling, et al. Collaborative documentation and revitalization of Cherokee tone. Language Documentation & Conservation 9 (2015): 12-31.
- Feeling, Durbin. Cherokee Narratives: A Linguistic Study. University of Oklahoma Press, 2018.